# Promachus aberrans
Promachus aberrans là một loài ruồi trong họ Asilidae. Promachus aberrans được Paramonov miêu tả năm 1931.